# هيرب كلاين (صحفي)
هيرب كلاين (بالإنجليزية: Herbert G. Klein)‏ هو صحفي وضابط أمريكي، ولد في 1 أبريل 1918 في لوس أنجلوس في الولايات المتحدة، وتوفي في 2 يوليو 2009 في لاهويا في الولايات المتحدة.

## وصلات خارجية
- هربرت جي. كلاين على موقع مونزينجر (الألمانية)
- هربرت جي. كلاين على موقع إن إن دي بي (الإنجليزية)